# سلیمان بن محمد

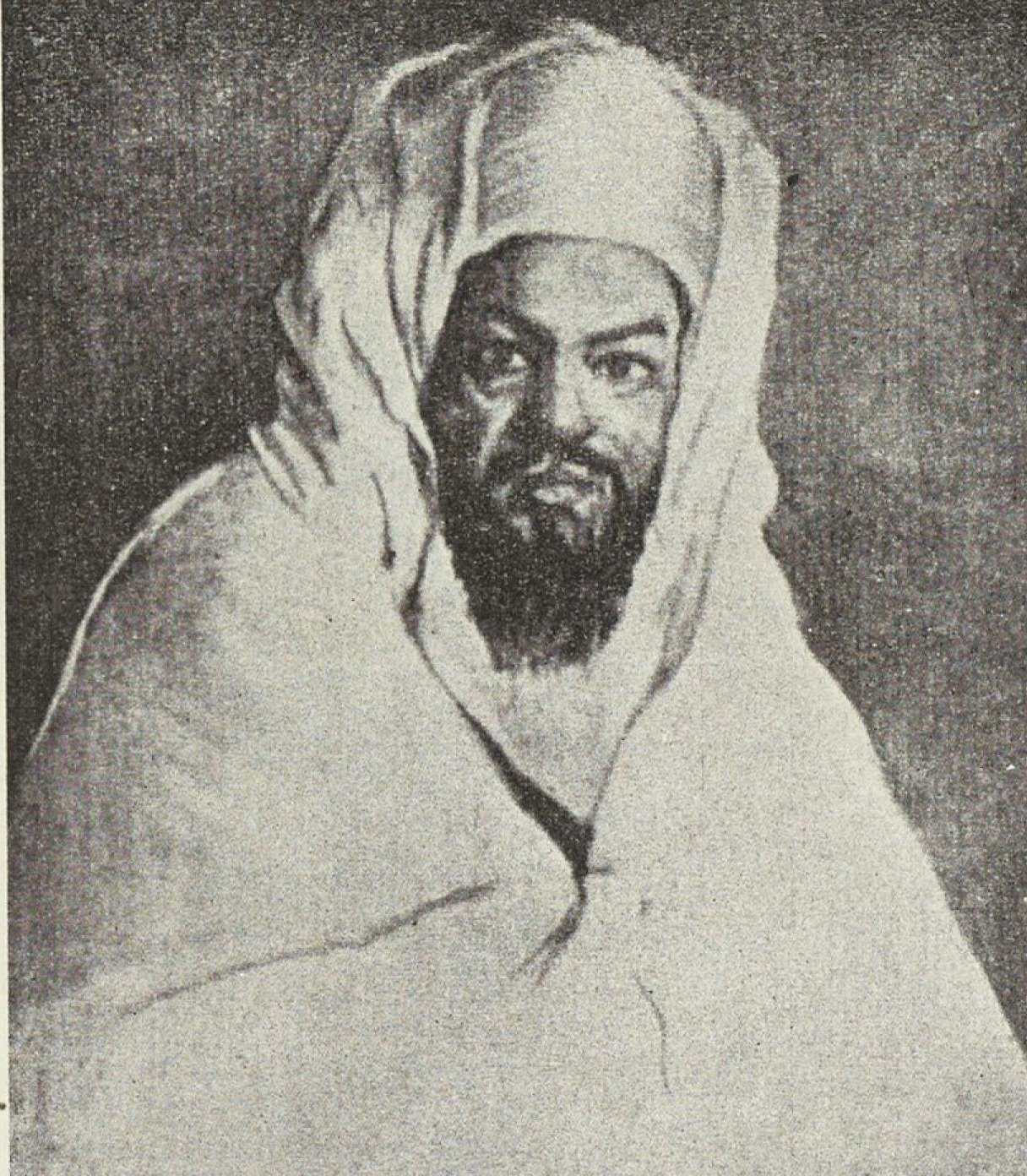
نگاره‌ای از پرتره‌ٔ مولا سلیمان، شاه اسبق مراکش

مولا سلیمان یا سیلمان یا سیلمان مراکشی (به انگلیسی: Slimane of Morocco) از ۱۷۹۲ تا ۱۸۲۲ شاه مراکش بود.

سیلمان یکی از پنج فرزند محمد سوم، (محمد سوم ابن عبدالله) بود. مولا سیلمان از خاندان علویان است و این خاندان از ۱۶۳۱ میلادی در مراکش فرمانروایی می کنند.

در زمان فرمانروایی سیلمان به دلیل کشمکش دیرینه با اسپانیا و پرتقال، وی هرگونه داد و ستدی را با اروپا قطع نمود. وی سیاست پدر خویش را ادامه داد و در زمان خودش رابطه ی نزدیکی با ایالات متحده داشت.